# Bertine Zetlitz
Bertine Axeliane Robberstad Zetlitz (née le 9 avril 1975 à Oslo) est une chanteuse norvégienne.

## Carrière
Elle grandit dans le quartier de Frogner à Oslo et reçoit une formation classique. À 13 ans, elle participe au programme du samedi de NRK pour les enfants et les jeunes, Midt i smørøyet. Elle étudie la musique au lycée Foss. En février 1997, elle fait ses débuts sur disque avec le single Getting Out.
Elle reçoit le Spellemannprisen quatre fois. Pour son premier album Morbid Latenight Show, sorti en mars 1998, elle reçoit le Spellemannprisen 1998 en tant que découverte et artiste pop de l'année. Elle reçoit le Spellemannprisen 2000 dans la catégorie soliste pop pour l'album Beautiful So Far, produit par Tore Johansson, et le Spellemannprisen 2003 dans la catégorie soliste pop féminine pour l'album Sweet Injections. Cet album différent aux sonorités électros se vend à 75 000 exemplaires. En 2004, le single Fake Your Beauty est numéro un des ventes en Norvège, l'album Rollerskating, produit à Londres par Fredrik Ball, confirme le succès avec plus de 80 000 albums vendus en quatre mois, devenant l'artiste féminine la plus vendue de Norvège en 2004.
Zetlitz donne naissance à son premier enfant, Lili, en 2007 et se retire un temps du show-business pour devenir mère à plein temps. Sort une anthologie de ses succès.
À l'automne 2021, elle fait ses débuts de romancière avec le livre jeunesse Top Girl.

## Vie privée
Bertine Zetlitz est mariée et a deux enfants[réf. nécessaire]. Elle est une nièce de Francis Sejersted et une descendante de Jens Zetlitz[réf. nécessaire].

## Discographie
Albums
- Morbid Latenight Show, 1998
- Beautiful So Far, 2000
- Sweet Injections, 2003
- Rollerskating, 2004
- My Italian Greyhound, 2006
- In My Mind 1997–2007 - Best of Bertine Zetlitz, 2007
- Electric Feet, 2012
- Tikamp, 2015 (premier album avec des chansons en norvégien)
- Closer, 2020